# .505 Gibbs
El .505 Gibbs fue diseñado por George Gibbs en 1911. El cartucho era originalmente conocido como el .505 Rimless Nitro Express. El C.I.P. Refiere al cartucho como el 505 Mag. Gibbs en sus publicaciones. Es un calibre .50 (12.8 mm) diseñado para funcionar en fusile de cerrojo.

## Información general
El casquillo del .505 Gibbs tiene una capacidad de 178 granos (11.5 g) de agua. Este cartucho era originalmente cargado con 90 granos (5.8 g) de cordita y una bala de 525 granos (34.0 g) que era disparada a 2,300 p/s (700 m/s), generando una energía de 6,166 libras.pie (8,360 J) de energía. Si bien tiene mayor capacidad de carga que otros cartuchos más modernos, este opera a presiones relativamente bajas . El C.I.P. Recomienda una presión de 2,700 Bar (39,000 psi) para el cartucho. Debido a que el .505 Gibbs estuvo diseñadoo para cazar animales peligrosos en un entorno tropical y debido a la sensibilidad de la cordita a la temperatura, las presiones más bajas proporcionaron mayor seguridad más  margen de fiabilidad.
George Gibbs Ltd. (Inglaterra) continúa fabricando rifles en .505 Gibbs; otro reconocido fabricante de rifles africanos, como Hartmann & Weiss  y Westley Richards también fabrican rifles .505 Gibbs en mecanismos Mauser 98.
Ceska Zbrojovka (CZ) Actualmente fabrica un rifle de cerrojo en este calibre . Doumoulin Herstal SA De Bélgica ofrece el cartucho en su modelo de Cazador Blanco.
Para el 2019, Federal, Kynoch, Norma, y el Swift ofrecen munición cargada en .505 Gibbs.

## Uso deportivo
El .505 Gibbs fue desarrollado exclusivamente para cazar animales grandes de pellejo grueso, como el búfalo de cabo, el  elefante, y el rinoceronte.

## En literatura
Fue usado por el personaje de ficción, Robert Wilson, el cazador del libro «La vida corta y feliz de Francis Macomber» de Ernest Hemingway.